# Регбіліг

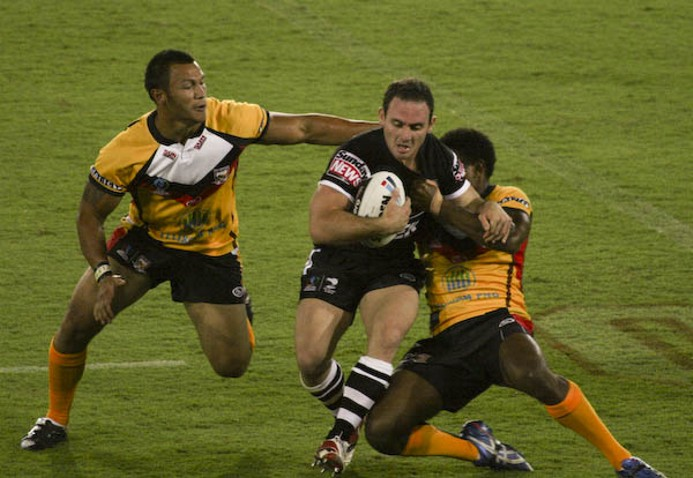
Нападник намагається пройти двох захисників

Регбіліг (регбі-ліг, англ. rugby-league) — контактна командна гра з овальним м'ячем в яку грають на прямокутному полі дві команди по тринадцять гравців у кожній. Один з двох основних різновидів регбі-футболу, за багато десятиліть після розколу гри на регбіліг та регбі-союз у 1895 році, правила регбілігу поступово змінювалися, що призвело в підсумку до появи динамічного й видовищного спорту, яким є регбіліг нині.
Цей вид спорту часто називають одним з найскладніших і фізично найважчих серед будь-яких командних видів спорту у світі. Основною метою в регбілігу є пронесення в руках або пробиття ногою м'яча до залікової лінії супротивника, де очки можуть бути зараховані за приземлення м'яча (так звана спроба, англ. try). Після виконання спроби команді надається можливість виконати реалізацію (англ. conversion) — пробити м'яч по воротах супротивника, що дає можливість заробити додаткові очки. Команда супротивників намагається перешкодити атакувальній команді заробити очки, запобігаючи її просуванню вперед шляхом повалення на землю і утримання (англ. tackle) гравця з м'ячем.
Найпоширенішою гра в регбіліг є в Австралії, Англії, Новій Зеландії та Папуа Нова Гвінеї, де регбіліг є національним видом спорту. Франція та Уельс також мають професійні клуби. Австралія є поточним володарем Кубка Світу з 2013 року.
Гра ведеться на напівпрофесійному та аматорському рівні в ряді інших країн, таких як Самоа, Тонга, Сербія, Фіджі, Ірландія, Шотландія, Росія, Ліван, Німеччина, Японія, Сполучені Штати, Україна, Мальта і Ямайка.

## Етимологія
Регбіліг бере свою назву від регбійної ліги, яку було створено в 1895 році як Northern Rugby Football Union, що відкололася від England's Rugby Football Union (RFU). Спочатку обидві організації грали за тими ж самими правилами, хоча Northern Union почав змінювати правила практично відразу, тим самим створюючи нову форму регбі. Подібним же чином відкололися фракції в пов'язаних з RFU регбійних спілках в Австралії та Новій Зеландії в 1907 і 1908, що перейменували себе в регбійні ліги і почали грати за правилами Northern Union. Northern Union пізніше змінив свою назву на Northern Rugby Football League в 1922 році (ще пізніше слово Northern зникло із назви) і, таким чином, з плином часу спорт став відомий як регбіліг.

## Історія
Коріння гри в регбіліг можна простежити до ранньої історії футболу, до гри в м'яч, що має мало спільного з сучасними видами спорту. Також важливо зрозуміти як розвивались сучасні різновиди футболу і дві окремих частки футбольної історії.
У 19 столітті в Англії, гра в футбол була найбільше поширена в приватних школах. Кожна школа мала свої власні правила, залежно від того яке ігрове поле було в наявності. Правила можуть бути поділені на ручну та ножну форми футболу. Ножна і ручна форми були кодифіковані пізніше Футбольною Асоціацією та Регбійним Футбольним Союзом (англ. Rugby Football Union), відповідно. Регбі веде своє походження зі школи з міста Регбі, Ворикшир, Англія.
У 1895 році розкол в регбі призвів до утворення Northern Rugby Football Union (NRFU). Хоча багато факторів зіграли певну роль у розколі, зокрема успіхи робітничих команд з півночі Англії, в основному поділ було викликано рішенням RFU про забезпечення дотримання принципу аматорського спорту, запобігання «оплати за перерву» гравцям, які брали відпустку на роботі щоб грати в регбі. Команди з півночі, зазвичай, мали більше гравців з робітничого класу (шахтарі, працівникі млинів тощо), які не могли дозволити собі грати без цих компенсацій, на відміну від південних команд, в яких були й інші джерела доходів для підтримки аматорських принципів. Подібне ж відбувалось і в інших країнах. У 1895 році указ RFU про заборону гри в регбі на майданчиках, де бралась плата за вхід, призвів до відомої зустрічі 29 серпня 1895. Двадцять два клуби (плюс Стокпорт, який вів переговори по телефону) зустрілися в The George Hotel, в Хаддерсфілді на заході Йоркшира і утворили «Northern Rugby Football Union». Протягом п'ятнадцяти років з тої першої зустрічі в Хаддерсфілді понад 200 клубів залишили RFU, щоб приєднатися до регбійної революції.
У 1897 році коридор (англ. line-out) було скасовано і в 1898 ліга перейшла на засади професіоналізму.
У 1906 році Північний Союз змінив свої правила, скоротивши команди з 15 до 13 гравців і замінивши сутичку (англ. scrum), що виконувалась після кожного утримання (англ. tackle) на розіграш м'яча (англ. play the ball).
Аналогічний розкол відбувся в Сіднеї, Австралія. Там 8 серпня 1907 року в Bateman's Hotel на George Street було створено Регбійну Лігу Нового Південного Уельса (англ. New South Wales Rugby Football League). В подальшому регбіліг набирала все більше популярності і зайняла місце регбі-юніон як основний різновид футболу в штатах Новий Південний Уельс і Квінсленд.
У 1954 році близько 120000 глядачів дивилися фінал Кубка Виклику (англ. Challenge Cup) в Англії, встановивши новий рекорд відвідуваності серед матчів з усіх різновидів регбі. Крім того, в 1954 році за ініціативою Франції було засновано Кубок світу з регбіліг, також вперше з усіх видів регбі.
У 1966 році міжнародна рада ввела правило, згідно з яким команді що володіє м'ячем було дозволено тричи розіграти м'яч і після четвертого утримання призначалась сутичка. Згодом у 1972 році кількість утримань було збільшено до шести і в 1983 році сутичку було замінено на перехід м'яча (англ. handover).
В 1967 було зіграно перші щонедільні професійні матчі з регбіліг.
В сезоні 1971—1972 Північної Регбійної Ліги у гри з'явились перші спонсори — Джошуа Тетлі і Джон Плейєр.
Телебачення могло б мати величезний вплив на регбіліг в 1990-х, коли News Corporation Руперта Мердока наполегливо добивалася права на трансляцію в усьому світі. Адміністрація Суперліги, що належала цьому медіа-гіганту, зазнала чималих змін. У Європі це призвело до переходу спорту із зимового до літнього, що було продиктовано спробами Суперліги розширити свій ринок. В Австралії це призвело до так званої «війни Суперліги»: довгих і дорогих судових процесів, що завдало значних збитків цьому виду спорту в надзвичайно конкурентних умовах спортивного ринку. У 1997 році в Австралії поруч одне з одним проводилися два змагання, після чого було сформовано мирну угоду у вигляді Національної Регбійної Ліги (NRL). З того часу NRL стала визнаним флагманом регбіліг у світі.
В Австралії в 2009, популярність регбіліг було підтверджено тим, що телевізійні рейтинги регбіліг були вищими за рейтинги трансляцій інших різновидів футболу.

## Регбіліг в Україні
Перша команда з регбілігу (регбі-13) в Україні була організована в Харкові 1 листопада 2006 А.А. Мартиросяном, А.В. Мартиросяном і О.Б. Подолякою. До її складу увійшли студенти харківських вишів, команда була названа «Легіон XIII». Незабаром була створена друга команда – Харківського національного аграрного університету (Харків). Почали грати в регбіліг в Українській інженерно-педагогічній академії (Харків) та в Донецьку – регбійні клуби «Тигри Донбасу» і «Тайфун».
Українську Федерацію Регбіліг (УФРЛ) утворено 22 березня 2008. 7 травня 2008 в Міністерстві юстиції України УФРЛ отримала офіційну державну реєстрацію.
У 2009 році стартував перший Чемпіонат України з регбіліг. У ньому спочатку взяло участь 4 команди: 2 харківські – «Легіон XIII» і «УІПА» і 2 донецькі – «Тигри Донбасу» і «Тайфун». За підсумками першого кола чемпіонату була вперше зібрана національна команда України. До неї увійшли всі гравці з більш досвідченого харківського клубу «Легіону XIII», а також по кілька гравців з інших команд. Дебютувала збірна України в цьому ж році в Харкові, прийнявши молодіжну збірну команду Великої Британії «БАРЛА», з якою провела кілька ігор і спільні тренування.
У 2009 році рішенням Європейської Федерації Регбіліг збірна України була включена в перший етап розіграшу Чемпіонату Європи. У ньому українська команда переконливо перемогла всіх суперників і перейшла в другу за рангом групу Чемпіонату Європи, в якій в 2010 році зайняла друге місце.
16 травня 2013 УФРЛ за свої досягнення в розвитку регбіліг отримала статус повноправного члена Європейської Федерації Регбіліг.
25 жовтня 2013 УФРЛ отримала найвищий рівень визнання у світі —— статус повноправного члена Міжнародної Федерації Регбіліг.
20 квітня 2015 року Міністерством молоді та спорту України було присвоєно Українській Федерації Регбіліг Національний статус.

## Правила
Метою в регбіліг є набрати більше очок, які зараховуються за спроби, голи та польові голи (англ. field goal або англ. drop goal), ніж команда супротивників протягом 80 хвилин гри. Якщо після обох половин гри, кожна з яких складається з сорока хвилин, рахунок рівний, може бути оголошено нічию, або гра може перейти в додатковий час згідно із правилом золотого очка, в залежності від формату відповідного змагання.
Спроба є найпоширенішою формою набору очок, і команда, зазвичай, намагається заробити спробу просуваючись вперед та пробиваючи м'яч ногами, або передачами м'яча від гравця до гравця, щоб обійти оборону супротивників. За спробу зараховується чотири очки, для цього м'яч повинен торкнутись землі на гольовій лінії (англ. goal-line) команди супротивників або за нею. За гол забитий з реалізації або пенальті зараховується два очка. Польовий гол дає лише одне очко, такий гол може бути забито ударом по м'ячу з ігри між стійками воріт над перекладиною.
Пас в регбіліг можна передавати тільки назад, або в сторону. Тому партнери по команді повинні залишатися в стороні, не йдучи попереду гравця що тримає м'яч. Однак м'яч може бути пробито ногами вперед, але знову ж таки, якщо в цей момент інші гравці знаходяться попереду, вони вважаються поза грою. Утримання є ключовим компонентом регбіліг. Утримувати дозволяється тільки гравця що володіє м'ячем. Утримання вважається здійсненим коли просування гравця вперед зупинено, або його притиснено до землі. Після того як гравці атакуючої команди утримані шість разів, м'яч передається команді супротивників. Надійне володіння м'ячем також має важливе значення в регбіліг, тому що навіть найменша втрата контроля за м'ячем призводить до передачі м'яча суперникам.

## Позиції гравців

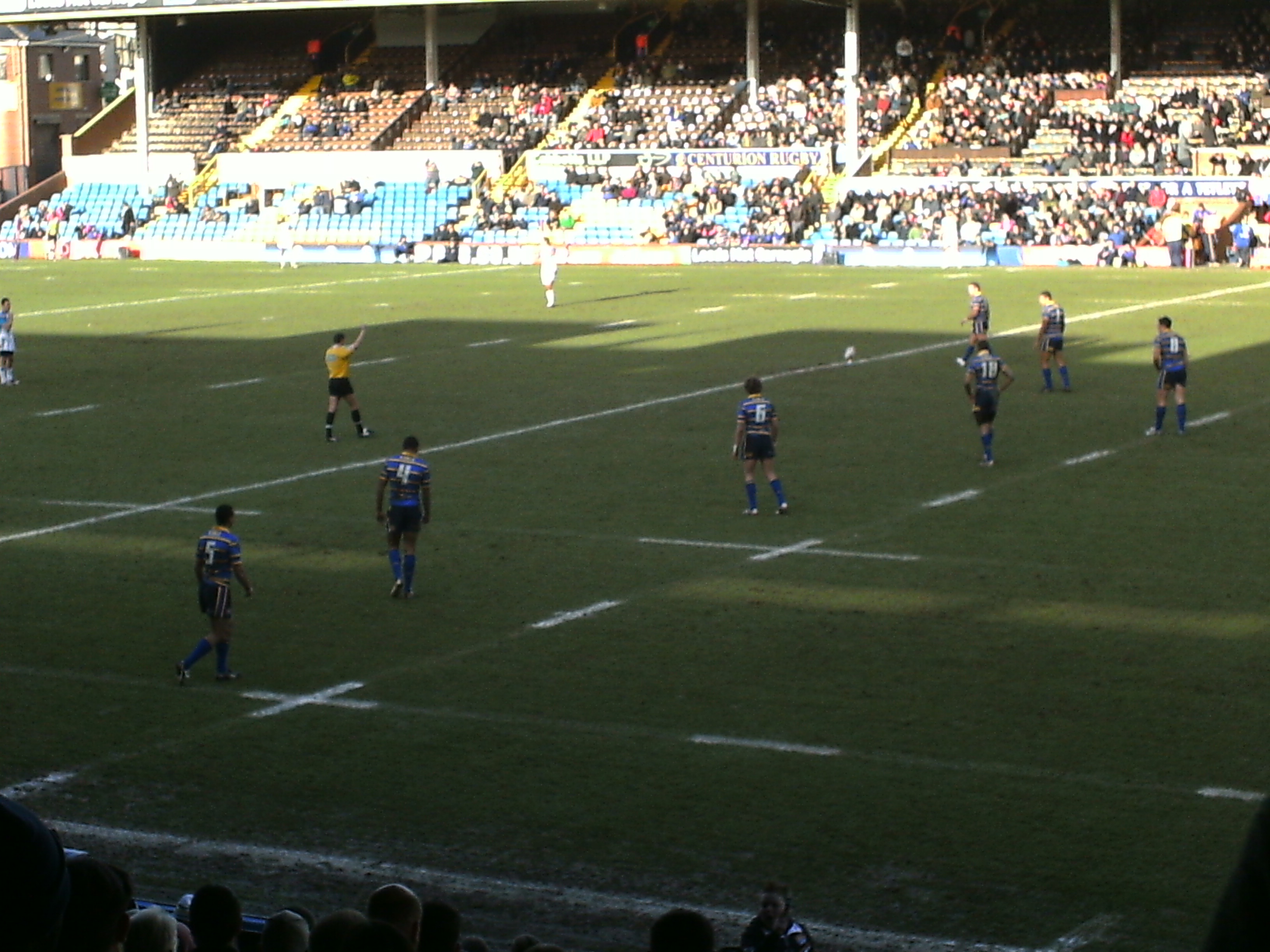
Leeds Rhinos грають в 2008 році товариський матч проти Wakefield Trinity Wildcats на Headingley Stadium

Гравці на полі поділяються на нападників та захисників, хоча правила гри застосовуються до всіх гравців однаково. За кожною позицією закріплено постійний номер що дає можливість відрізнити її від інших позицій. Ці номери допомагають визначити на якій позиції грає гравець. Системи нумерації гравців відрізняються залежно від того в якій країні проходить гра. В Австралії та Новій Зеландії кожному гравцю зазвичай дається номер, що відповідає їхній позиції в грі. Однак, починаючи з 1996 року європейські команди мають можливість закріпити за гравцем конкретний номер, який він зберігає незалежно від позиції на якій грає, як і у футболі. Це означає що хоча лише сімнадцять гравців можуть бути заявлені в будь-якій команді регбіліг, номер 18 і більші також використовуються.
Заміни гравців допускаються і зазвичай використовуються коли гравець стомився або отримав пошкодження, хоча вони також можуть бути використані тактично. Кожній команді дозволено мати чотирьох запасних гравців, в Австралії та Новій Зеландії ці гравці мають регбійки з номерами від 14 до 17. Немає ніяких обмежень на те, хто з гравців має бути запасним, і замінені гравці можуть знову виходити в поле після наступної заміни. Як правило, дванадцять замін дозволено зробити кожній команді в будь-якій грі, хоча в NRL це число було скорочене до десяти перед початком сезона 2008 року. Якщо команда має поміняти гравців у зв'язку з правилом крові (англ. Blood Bin rule) або через травми, і це було в результаті неправомірних дій з боку протилежної команди, потерпіла команда не повинна використовувати одну з виділених замін шоб замінити гравця що має пошкодження.

### Захисники
Гравці задньої лінії, зазвичай, менші, швидші і гнучкіші, ніж форварди. Часто це найбільш творчі гравці на полі, що спроможні пройти лінію оборони завдяки швидкості, вмінню передавати м'яч руками та ногами, а не грубою силою. Взагалі нападники виконують більшу частину роботи (прориви/утримання).
- Фулбек (англ. fullback) (під номером 1) займає позицію позаду оборонної лінії, щоб прикрити тил від пробитих м'ячей і проривів лінії. Тому найважливішими навичками для них є вміння ловити м'яч і робити утримання. В атаці фулбек, як правило, забезпечує підтримку гравця з м'ячем наготові прийняти пас в разі утримання. Фулбек може відігравати певну роль в нападі так само як півзахисник або 5/8 і той факт, що фулбек не повинен захищатись в першій лінії оборони означає, що тренер може звільнити його від обов'язків утримання супротивників в першій лінії, що дозволяє їм зберегти свої атакуючі ролі.

- Крила (англ. wings) або «три чверті» (під номерами 2 і 5), зазвичай є найшвидшими гравцями в команді і грають на лівому та правому краю поля (крилах). Їхнє основне завдання полягає в отриманні пасів і виконанні спроб. Також вони відступають назад на останньому утриманні щоб прикрити ліву і праву сторони поля, в той час як фулбек тримає середину.

- Центри або «центральні три чверті» (під номерами 3 і 4) розташовані ближче до центра ніж крила, і разом з ними створюють те, що відоме як тричетвертна лінія. Ці гравці зазвичай комбінують силу і бачення поля, їхня основна роль полягає в намаганні створити атакуючі можливості для своєї команди, і захищати їх від супротивників. Як і крила, центри виконують багато спроб протягом усього сезону.

- англ. stand-off-half або англ. pivot (під номером 6)

- англ. scrum-half або англ. half-back (під номером 7)

### Нападники

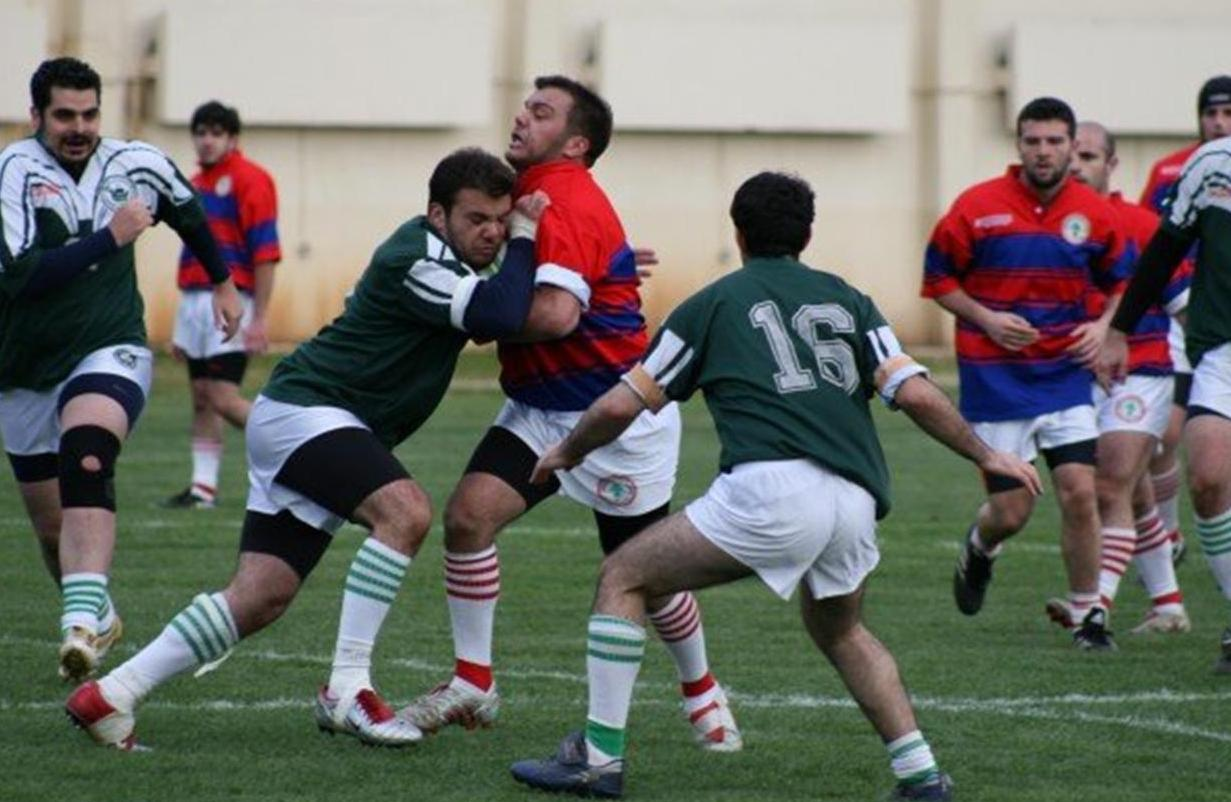
Регбіліг відома як фізично важка гра

Обов'язки нападників можна розділити на «звичайну гру» і «гру в сутичці» (англ. scrum play). Позиції форвардів традиційно називають згідно з позицією гравця в сутичці яка завжди дорівнює позиції гравця в «звичайній грі», за винятком хукера. Позиції нападників традиційно такі:
- Пропи (англ. prop) або нападники першого ряду (англ. front-row forward) (під номерами 8 і 10), зазвичай, є найбільшими гравцями на полі. Вони розташовані в центрі лінії. Проп є «силовим» гравцем, що перешкоджає супротивникам проводити атаку в центрі оборонної лінії і в нападі придає імпульс команді, діючи з м'ячем агресивно проти захисту.

- Хукер (англ. hooker) (під номером 9) найчастіше грає роль «недіючого півзахисника» (англ. dummy-half). В обороні хукер зазвичай захищає середину лінії, діючи проти пропів та нападників другого ряду команди супротивників. Хукер відповідає за організацію оборони в середині поля. В нападі, як «недіючий півзахисник», цей гравець починає гру з кожного розіграшу м'яча чином передачі м'яча потрібному гравцю або, залежно від ситуації, сам починає бігти безпосередньо з позиції «недіючого півзахисника». Уміння точно передавати м'яч є вкрай важливим для хукера. Традиційно, обов'язком хукера у сутичці будо підібрати (англ. to hook) м'яч. Також хукери, ймовірно, виконують більше утримань, ніж будь-який інший гравець на полі. Хукер завжди бере участь в грі і повинен бути дуже витривалим. Він повинен дуже розуміти, що відбувається в грі і бачити гравців навколо себе.

- Нападники другого ряду (англ. second row forwards) (під номерами 11 і 12). Сучасний гравець другого ряду мало чим відрізняється від гравця центра, і вважається швидшим, більш мобільним і таким що повинен мати більше навичок, ніж пропи. Він грає між три-четвертних, забезпечуючи міць атаки і оборони, коли м'яч передається на фланги.

- Вільний англ. loose forward або англ. lock (під номером 13)

## Інтернет посилання
- Вебсторінка Української федерації регбіліг